# Nguyễn Danh Cộng
Nguyễn Danh Cộng (sinh năm 1957) là Trung tướng Công an nhân dân Việt Nam. Ông hiện là Phó Chủ tịch Hội Cựu Công an nhân dân Việt Nam. Ông từng là Chánh Văn phòng Bộ Công an Việt Nam kiêm người phát ngôn của Bộ Công an Việt Nam.

## Tiểu sử
Tháng 4 năm 2010, ông là Thiếu tướng, Phó Chánh Văn phòng Bộ Công an.
Tháng 10 năm 2010, ông là Thiếu tướng, Chánh Văn phòng Bộ Công an.
Năm 2011, ông là Thiếu tướng, Ủy viên, Chánh Văn phòng Đảng ủy Công an Trung ương.
Năm 2012, ông là Thiếu tướng, Chánh văn phòng - người phát ngôn Bộ Công an.
Năm 2013, ông là Trung tướng Công an nhân dân Việt Nam, Ủy viên Đảng ủy Công an Trung ương, Bí thư Đảng ủy, Chánh Văn phòng Bộ Công an.
Tháng 10 năm 2017, ông nghỉ hưu. Người kế nhiệm ông làm Chánh Văn phòng Bộ Công an Việt Nam kiêm người phát ngôn của Bộ Công an Việt Nam là thiếu tướng Lương Tam Quang.
Ngày 17 tháng 8 năm 2023, Ông được bầu làm Phó Chủ tịch Hội Cựu Công an nhân dân Việt Nam nhiệm kỳ 2023-2028.